# Стаціонарний розподіл
Стаціонарний розподіл ланцюга Маркова — розподіл імовірності, який не змінюється з часом.

## Визначення
Нехай {\displaystyle \{X_{n}\}_{n\geq 0}} — однорідний ланцюг Маркова з дискретним часом, зліченним простором станів {\displaystyle \{1,2,\ldots \}}, та матрицею перехідних імовірностей {\displaystyle P=(p_{ij}),\;i,j=1,2,\ldots }. Тоді дискретний розподіл {\displaystyle \mathbf {q} =(q_{1},q_{2},\ldots )} називають стаціонарним (інваріантним), якщо
{\displaystyle \mathbf {q} P=\mathbf {q} } .

## Зауваження
Якщо {\displaystyle \mathbf {q} } — початковий розподіл ланцюга {\displaystyle \{X_{n}\}}, тобто
{\displaystyle \mathbb {P} (X_{0}=i)=q_{i},\quad i\in \mathbb {N} } ,
те й розподіл решти членів {\displaystyle X_{n},n\geq 1} також збігається з {\displaystyle \mathbf {q} }.

## Основна теорема про стаціонарні розподіли
Нехай {\displaystyle \{X_{n}\}_{n\geq 0}} — ланцюг Маркова з дискретним простором станів. Тоді в цьому ланцюзі існує єдиний стаціонарний розподіл тоді й лише тоді, коли у множині його станів є рівно один додатно зворотний клас.